# Nomada sabaensis
Nomada sabaensis là một loài Hymenoptera trong họ Apidae. Loài này được Tsuneki mô tả khoa học năm 1973.